# Dlouhá kasárna
Dlouhá kasárna (srbsky Дуга касарна/Duga kasarna) se nachází na jihozápadní straně Horní pevnosti Petrovaradín v Novém Sadu v Srbsku. Byla postavena na začátku druhé poloviny 18. století pro potřeby ubytování vojáků a vojenské správy. Do roku 1918 nesla svůj název po Evženovi Savojském, na základě jehož rozhodnutí byla postavena. 
Dlouhá kasárna je budovou s protáhlou základnou o délce téměř 220 m, která částečně kopíruje čáru západní přední bašty směrem k řece Dunaji. Na dvou místech fasáda mění svůj úhel a její jihovýchodní strana se opírá o zdi spojující Leopoldovu a Innocentovu baštu. Budova je postavena z cihel starého formátu z vápenné malty ve stylu barokního opevnění. Směrem k dunajské straně má dvoupodlažní fasádu. Ve směru do vnitřní části pevnosti je budova nižší vzhledem k přirozenému vyrovnání petrovaradínské skály. V suterénu byly umístěny dílny a sklady. 
Největší část stavby, tedy pravý a střední díl objektu, tvoří hotel, zatímco v levém křídle se nachází Historický archiv města Novi Sad a Hydrometeorologický ústav. V suterénu jsou umístěna umělecká studia.